# 成澤宗男
成澤 宗男（成沢 宗男、なるさわ むねお）は日本のジャーナリスト。独立言論フォーラム(ISF)副編集長。元『週刊金曜日』企画委員。

## 経歴・人物
1953年新潟県生まれ。中央大学大学院法学研究科政治学専攻修士課程修了。政党機関紙の記者や、フランスパリでジャーナリスト活動などを行う。
アメリカ同時多発テロ事件陰謀説に関する記事を、雑誌『週刊金曜日』に多数執筆。
のちに『「9.11」の謎―世界はだまされた!?』『続「9.11」の謎―「アルカイダ」は米国がつくった幻だった!』という単行本にまとめ、雑誌『週刊金曜日』を出している「金曜日」社から刊行した。
雑誌『週刊金曜日』および単行本『検証 産経新聞報道』において日本報道検証機構の検証記事を盗用し、2017年11月、発行元の「金曜日」社が謝罪に追い込まれた。

## 著作
- 『統一協会の犯罪 霊感商法と勝共連合』八月書館、1989年10月
- 『統一協会の策謀 文鮮明と勝共連合』八月書館、1990年10月
- 『ミッテランとロカール フランス社会党戦国史71-93』社会新報ブックレット、社会民主党全国連合機関紙宣伝局、1993年9月
- 『「9.11」の謎 世界はだまされた!?』金曜日、2006年9月 ; オーディオブック版、Pan Rolling、2008年
- 『続「9.11」の謎 「アルカイダ」は米国がつくった幻だった!』金曜日、2008年9月 ; オーディオブック版、Pan Rolling、2009年
- 『オバマの危険 新政権の隠された本性』金曜日、2009年1月